# La Vid y Barrios
La Vid y Barrios è un comune spagnolo di 239 abitanti situato nella comunità autonoma di Castiglia e León.

## Località
Il comune comprende le seguenti località:
- Guma
- Linares de La Vid (capoluogo)
- Zuzones